# Arthur e la guerra dei due mondi
Arthur e la guerra dei due mondi (Arthur et la Guerre des deux mondes) è un romanzo fantasy per ragazzi del 2005 di Luc Besson scritto nel 2005 partendo da un'idea di Céline Garcia. È il capitolo conclusivo di una serie di quattro romanzi.
Dal romanzo è stato tratto il film omonimo del 2010, ultimo film della trilogia.

## Storia
Questo volume riparte da Arthur e la vendetta di Maltazard proprio nel momento in cui M il Malvagio alias Maltazard, è riuscito a sfruttare il potere del raggio di luna per raggiungere il nostro mondo trasformandosi in un mostro alto due metri e quaranta tremendamente forte e potente.
Questo ha disattivato il potere del portale impossibilitando Arthur a diventare normale e intrappolandolo nel suo corpo da due millimetri.
I protagonisti non si daranno per vinti e cercheranno di raggiungere la camera di Arthur per trovare, tra gli appunti del nonno, una fiala che potrebbe avere il potere di far crescere chi la beve.
Quello che gli eroi non sanno è che M ha un piano malefico per impossessarsi del nostro mondo e che suo figlio Darkos è ancora vivo da qualche parte.
All'inizio Darkos è contro Arthur e i suoi amici, poi passa dalla loro parte, dopo gli è parzialmente contro e infine diventa un grande amico di Arthur. 